# Applied Physics Laboratory Ice Station
L' Applied Physics Laboratory Ice Station (APLIS) est un laboratoire de recherche américain monté chaque hiver sur la banquise à environ 300 km au sud du cercle polaire sur la mer de Beaufort. En plus des recherches, le campement sert aussi à l'US Navy lorsqu'elle réalise des manœuvres (appelées ICEX, Ice Exercice) avec des sous-marins sous la glace.
En 2007, une partie du tournage du téléfilm Stargate : Continuum s'est déroulé sur la station et avec la présence du sous-marin USS Alexandria.